# Гюнтер фон Вюллерслєбен
Гюнтер фон Вюллерслєбен (нім. Gunther von Wüllersleben) — 8-й великий магістр Тевтонського ордену з 1249 по 1252 рік.

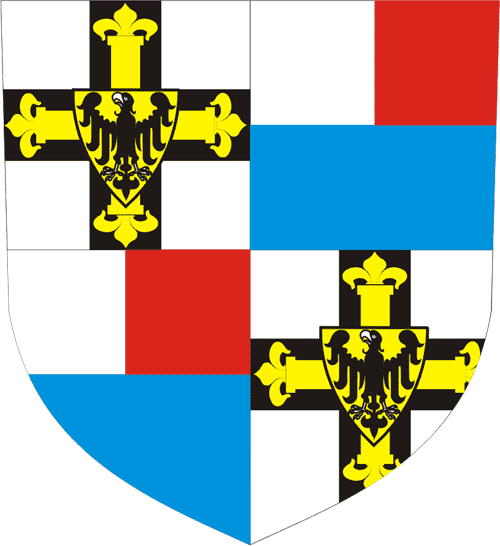
Герб великого магістра Гюнтер фон Вюллерслєбена

Походив з багатої гессенської родини з Бад-Герсфельда. Час вступу в орден невідомий, проте у 1215 році він вже був в Акрі. Був близьким другом Великих магістрів Германа фон Зальца та Генріха фон Гогенлое, завдяки чому брав участь у багатьох секретних дипломатичних місіях ордену.
З 1228 по 1230 роки — Маршал Тевтонського ордену. У 1244 році фон Вюллерслєбен прибув у Пруссію, де служив під керівництвом ландмейстера Поппо фон Остерна.
На генеральному капітулі в Акрі у 1249 (за іншими даними, у 1250) році Гюнтер фон Вюллерслєбен був обраний Великим магістром ордену. Натомість, Людвіг фон Квед (нім. Ludwig von Queden), обрання якого домагалась пропапська партія в ордені за підтримки Дітріха фон Грюнінгена, був обраний віце-ландмейстером ордену в Пруссії.
Вважається, що після свого обрання і до самої смерті Гюнтер фон Вюллерслєбен не покидав Палестини.
Про діяльність Гюнтера фон Вюллерслєбена на посаді Великого магістра відомо мало. Відомо, що він намагався примирити пропапську та проімператорську партії в ордені, суперечності між якими деморалізували діяльність ордену. Для зміцнення дисципліни відправляв людей та дипломатичні місії у віддалені володіння ордену. На короткий період зумів зменшити вплив пропапської партії.
Помер в Акрі у 1252 році.